# Виноградова, Мария Ивановна
Мари́я Ива́новна Виногра́дова (22 мая (4 июня) 1910, д. Долматиха Ивановской области — 28 октября 1990, Москва) — одна из зачинательниц виноградовского движения (стахановского движения многостаночниц в текстильной промышленности).

## Биография
Родилась в деревне Долматиха Вичугского района Ивановской области.
Ткачихой стала в 14 лет. В 1927 году на её фабрике стали устанавливать ткацкие станки-автоматы системы «нортроп». Осваивать новое оборудование доверили молодым ткачихам, в том числе Марии Виноградовой. С 1935 года ткачиха стала переходить на повышенное уплотнение.
Летом 1935 года Мария Виноградова стала сменщицей своей однофамилицы Евдокии Виноградовой, которая с мая 1935 года уже обслуживала 70 станков. Это было рекордное уплотнение в СССР, которое несколько месяцев руководством фабрики не афишировалось для широкой публики. Но после рекорда Стаханова (31 августа 1935 года) и публикации в «Правде» от 6 сентября 1935 года статьи «Советские богатыри» (о трудовом достижении Стаханова и Дюканова), отраслевая газета «Лёгкая индустрия» в номере за 12 сентября сообщила о первом всесоюзном рекорде обслуживания ткацких станков, достигнутом на вичугской фабрике имени Ногина. С этого момента начался звёздный взлёт ткачих Дуси и Маруси Виноградовых.
С подробным описанием событий 1935 года можно ознакомиться в статье о Дусе Виноградовой.
С октября 1935 года ткачихи Виноградовы обслуживали сначала 100 станков, затем 144 станков, а с ноября 1935 по июль 1936 года — 216 станков.
В январе 1936 года Марии Виноградовой вручили первый орден Ленина. В том же году она поступила в московскую Промакадемию, где училась до 1941 года.
В 1938 году Виноградовы на фабрике имени Ногина установили новый мировой рекорд (обслуживание 284 станков), который через несколько месяцев был повторён и на протяжении 18 лет являлся нормой для других ткачих: Е. Подсобляевой, Л. Большаковой, Л. Марфиной (в три смены).
Мария Ивановна Виноградова с 1938 года была депутатом Верховного Совета РСФСР 1-го созыва по Середскому избирательному участку Ивановской области (по её инициативе, в частности, город Середа был переименован в Фурманов). После войны Мария Виноградова несколько раз избиралась депутатом Моссовета.
С 1939 года — член КПСС.
В 1941 году — технолог на Московской ткацкой фабрике имени М. В. Фрунзе. Во время войны — заместитель управляющего конторой Текстильснаба.
В 1948—1963 годах — заместитель директора московской фабрики имени Фрунзе (с 1992 года «Даниловская мануфактура»).
С 1963 года до пенсии — заместитель директора ЦНИИ лубяных волокон.
Указом Президиума Верховного Совета СССР от 5 апреля 1971 года «за выдающиеся успехи в досрочном выполнении заданий пятилетнего плана и большой творческий вклад в развитие производства тканей, трикотажа, обуви, швейных изделий и другой продукции легкой промышленности» удостоена звания Героя Социалистического Труда с вручением ордена Ленина и золотой медали «Серп и Молот».
Умерла в 1990 году в Москве, похоронена на Новодевичьем кладбище.

## Пароход «Мария Виноградова»
В 1937—1938 гг. для канала им. Москвы на Пермской судоверфи была построена целая серия буксирных колесных пароходов, названная именами стахановцев. Один из восьми 150-сильных буксиров был назван именем Марии Виноградовой. В 1960-е годы он был переименован в «Маяк», затем в «Коприно».

## Награды и звания
- В 1971 году ей присвоено звание Героя Социалистического труда.
- Награждена 4 орденами Ленина (8.12.1935, 7.03.1960, 5.04.1971, 3.06.1985), орденом Октябрьской Революции (4.06.1980[2]) и медалями.
- Почётная гражданка Вичуги (с 3 сентября 1975 года).

## Увековечивание памяти
- Улица Виноградовой в Вичуге
- Улица Виноградовой в Новосибирске
- Мозаичная стела «Идущие впереди» в Вичуге

## Публикации
- Виноградова М. И. Наш метод работы, Иваново, 1935.
- Первое всесоюзное совещание рабочих и работниц-стахановцев, 14—17 ноября 1935 г. Стенографический отчет, М., 1935.